# (6496) Kazuko
(6496) Kazuko es un asteroide perteneciente al cinturón de asteroides, región del sistema solar que se encuentra entre las órbitas de Marte y Júpiter.
Fue descubierto el 19 de octubre de 1992 por Kin Endate y Kazuro Watanabe desde el observatorio de Kitami.

## Designación y nombre
Designado provisionalmente como 1992 UG2, fue nombrado en honor a Kazuko Otsuka (n. 1934), quien se unió al personal del Observatorio Astronómico de Tokio en 1957 con motivo del Año Geofísico Internacional. Realizó trabajos de secretaría relacionados con las observaciones con la cámara lunar Markowitz, la cámara de seguimiento por satélite Baker-Nunn y el proyecto Moonwatch. Más tarde trabajó para la Sección de Patrulla del Cielo y la Estación Dodaira, y se jubiló en 1995.

## Características orbitales
Kazuko está situado a una distancia media del Sol de 2,589 ua, pudiendo alejarse hasta 3,014 ua y acercarse hasta 2,165 ua. Su excentricidad es 0,164 y la inclinación orbital 13,172 grados. Emplea 1521,67 días en completar una órbita alrededor del Sol.
Pertenece a la familia de asteroides de (15) Eunomia.

## Características físicas
La magnitud absoluta de Kazuko es 13,06. Tiene 7,218 km de diámetro y su albedo se estima en 0,282.